# Classe ATC R07
La classe ATC R07, dénommée « Autres médicaments de l'appareil respiratoire », est un sous-groupe thérapeutique de la classification anatomique, thérapeutique et chimique, développée par l'OMS pour classer les médicaments et autres produits médicaux. La classe ATC vétérinaire correspondante dans la classification ATCvet est QR07. Le sous-groupe présenté ici est celui établi par l'OMS, et peut donc différer des versions dérivées utilisées dans certains pays. Il fait partie du groupe anatomique R de la classification, intitulé « Système respiratoire ».

## R07A Autres produits pour le système respiratoire

### R07AAsurfactants pulmonaires
R07AA01 Palmitate de colfoscéril
R07AA02 Phospholipides naturels
R07AA30 Associations

### R07AB Stimulants respiratoires
R07AB01 Doxapram
R07AB02 Nicéthamide
R07AB03 Pentétrazol
R07AB04 Étamivan (en)
R07AB05 Bémégride (en)
R07AB06 Prethcamide (en)
R07AB07 Almitrine
R07AB08 Diméfline (en)
R07AB09 Mépixanox (en)
R07AB52 Nikéthamide, associations
R07AB53 Pentétrazol, associations
QR07AB99 Stimulants respiratoires, associations

### R07AX Autres produits pour le système respiratoire
R07AX01 Oxyde nitreux
R07AX02 Ivacaftor
R07AX30 Ivacaftor et lumacaftor
R07AX31 Ivacaftor et tézacaftor